# Tractat de Sugauli

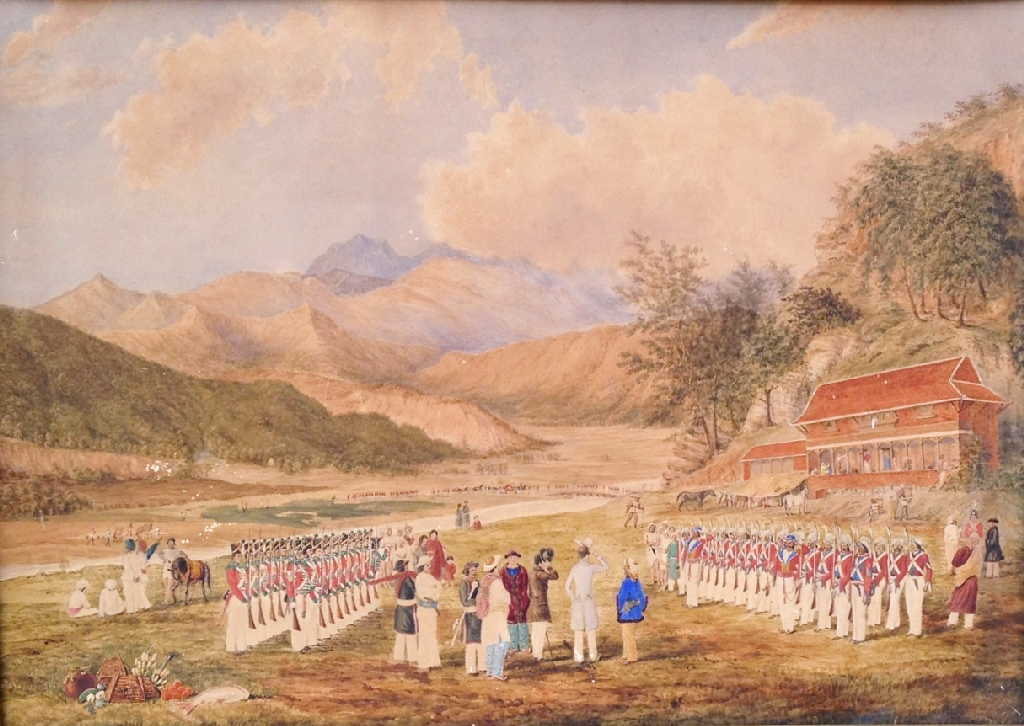
Tractat de Sugauli

El tractat de Sugauli fou un acord entre gurkhes de Nepal i els britànics que va posar fi de manera provisional i després definitiva a la guerra Gurkha o guerra Anglonepalesa. A causa de diversos èxits militars britànics a l'oest del Nepal, es va signar una treva el novembre de 1815 i una pau provisional a Sugauli el 2 de desembre de 1815. Per entrar en vigor calia la ratificació del raja del Nepal, per la que es donaven quinze dies. Però aquestos van passar i el tractat no fou ratificat pel raja. Llavors la Companyia Britànica de les Índies Orientals va decidir reprendre la guerra i marxar contra la capital nepalesa Katmandú (gener del 1816); a primers de març els britànics van arribar a un punt a tres dies de marxa de la capital. Vegen els gurkhes que tota resistència era inútil i que si els britànics avançaven més conqueririen tot el país, van enviar un ambaixador al quarter britànic demanant la pau. El 14 de març de 1816 el tractat de Sugauli de 1815 fou ratificat pel raja; per aquest tractat Nepal renunciava a tota reclamació sobre els territoris en disputa, perdia Sikkim (el rei del qual donava suport als britànics) i el Tarai (Nepal), i cedia totes les seves conquestes a l'oest del Kali, incloent Kumaon, Tehri-Garhwal, Dehra Dun, Almora, Kangra i Simla (l'estat d'Himachal Pradesh). Això suposava un terç del seu territori si bé part del Terai li fou retornat en una revisió del tractat el mateix 1816. El representant britànic al Nepal, el primer dels quals fou Edward Garner, fou el primer occidental autoritzat a viure al regne, i va fixar residència al nord de Katmandú a Lazimpat.